# Vărtop, Vidin
Vărtop (în bulgară Въртоп) este un sat în comuna Vidin, regiunea Vidin,  Bulgaria. 

## Demografie
Componența etnică a satului Vărtop
     Bulgari (98,59%)
     Nicio identificare (1,4%)
     Altele (0%)
La recensământul din 2011, populația satului Vărtop era de 71 locuitori. Din punct de vedere etnic, majoritatea locuitorilor (98,59%) erau bulgari. Pentru 1,4% din locuitori nu este cunoscută apartenența etnică.